# Microtus townsendii
Microtus townsendii là một loài động vật có vú trong họ Cricetidae, bộ Gặm nhấm. Loài này được Bachman mô tả năm 1839.